# 中华人民共和国海口海事法院
中华人民共和国海口海事法院，位于海南省海口市美兰区人民大道74号，是中华人民共和国的一所海事法院。

## 沿革
1989年，海南省高级人民法院向最高人民法院提交《关于设立海口海事法院的报告》（琼高法（办）报〈1989〉4号）。1989年9月9日，最高人民法院作出《关于在海口市建立海事法院的批复》，根据1984年11月14日全国人大常委会《关于在沿海港口城市设立海事法院的决定》，同意在海南省海口市设立海口海事法院。
1990年3月10日，根据1990年3月2日最高人民法院《关于设立海口、厦门海事法院的决定》，海口海事法院正式成立。海口海事法院属海南省直属机构，人事管理和财政归属中共海南省委组织部和海南省财政厅，对海口市人民代表大会常务委员会负责并报告工作，审判工作受海南省高级人民法院监督。

## 管辖

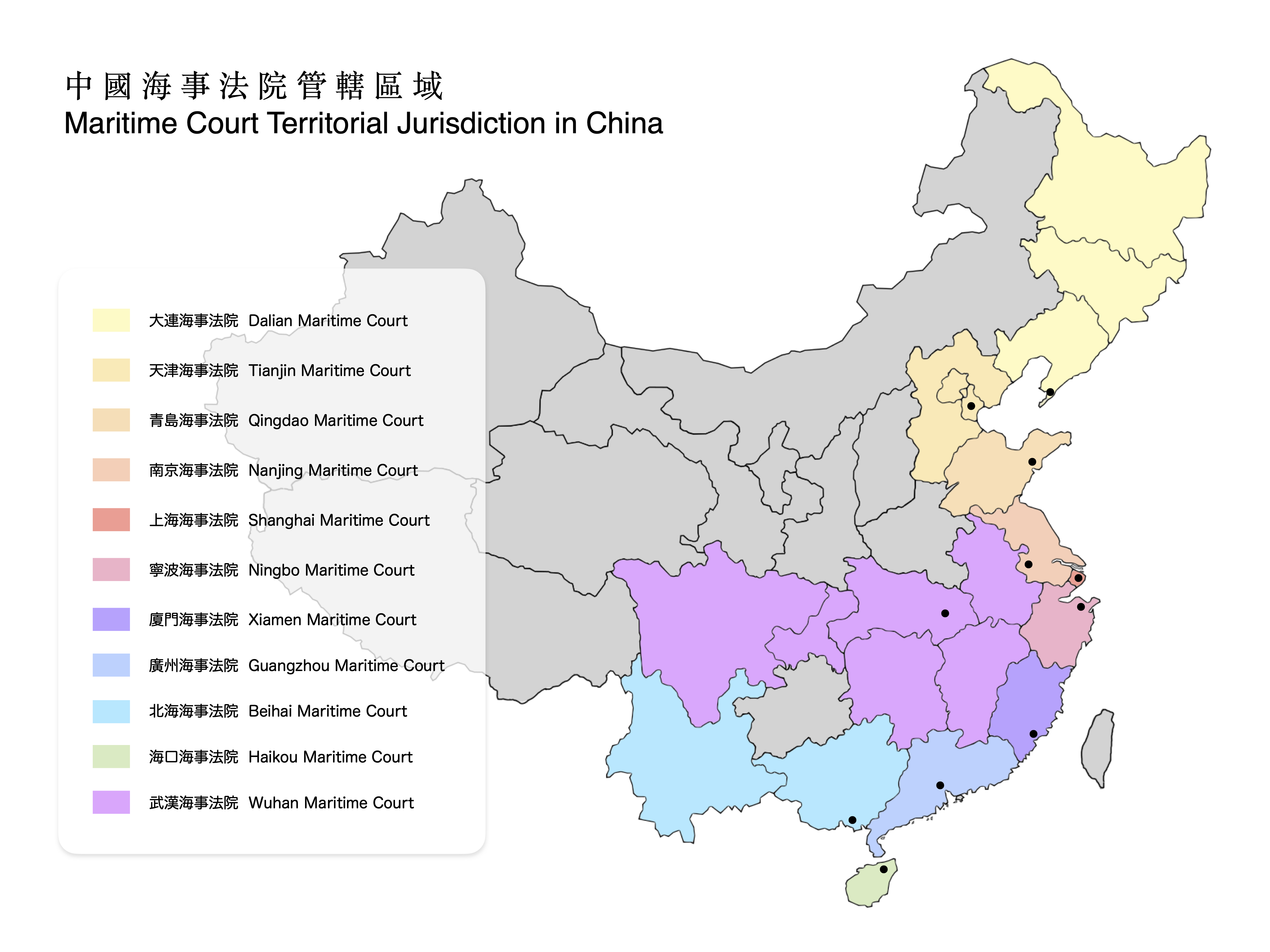
海口海事法院管辖区域主要为海南省水域（包括南中国海）

海口海事法院管辖海南省所属港口和水域及西沙、中沙、南沙、黄岩岛等岛屿和水域内发生的一审海事、海商案件，一审海事行政案件（含海事行政赔偿案件），一审海洋环境普通民商事案件（含海洋环境公益诉讼案件），上述案件的执行事项，以及海南仲裁委员会仲裁保全的案件、申请执行海南仲裁委员会裁决的案件（不含涉外仲裁案件）。海口海事法院的辖区海域面积200余万平方公里。
海口海事法院对海事案件的管辖以中华人民共和国法律及中华人民共和国缔结或参加的有关国际条约关于海事诉讼案件管辖权确定原则的规定为依据，受案范围由《中华人民共和国海事诉讼特别程序法》及《最高人民法院关于海事法院受理案件范围的若干规定》确定。对该法院的判决或裁定不服的上诉案件，归海南省高级人民法院管辖。

## 机构设置

### 审判机构
- 立案庭
- 海事审判庭
- 海商审判庭
- 国家赔偿委员会办公室
- 执行局
- 三亚派出法庭
- 洋浦派出法庭
- 博鳌派出法庭
- 八所派出法庭
- 三沙派出法庭[2]

### 其他机构
- 研究室
- 政治部
- 办公室
- 监察处
- 司法警察支队[2]

## 历任院长
- 施文（1989年11月－1993年9月）（筹备组组长、代理院长）
- 施文（1993年9月－1998年9月）[4]
- 孙明宇（2000年6月－2008年10月29日）[5]
- 彭晓敏（2009年3月－2013年11月）[6][7]
- 张甲天（2013年11月11日－）[2][8]